# プロトタキシーテス
プロトタキシーテス(Prototaxites)は、シルル紀からデボン紀にかけて生息していたとされる大型の陸生菌類である。最大で幹の直径が1 メートル、高さは8 メートルに達し、脊椎動物が陸上に進出していなかった生息当時には植物を超える最も大きな陸上生物であったと考えられている。

## 概要

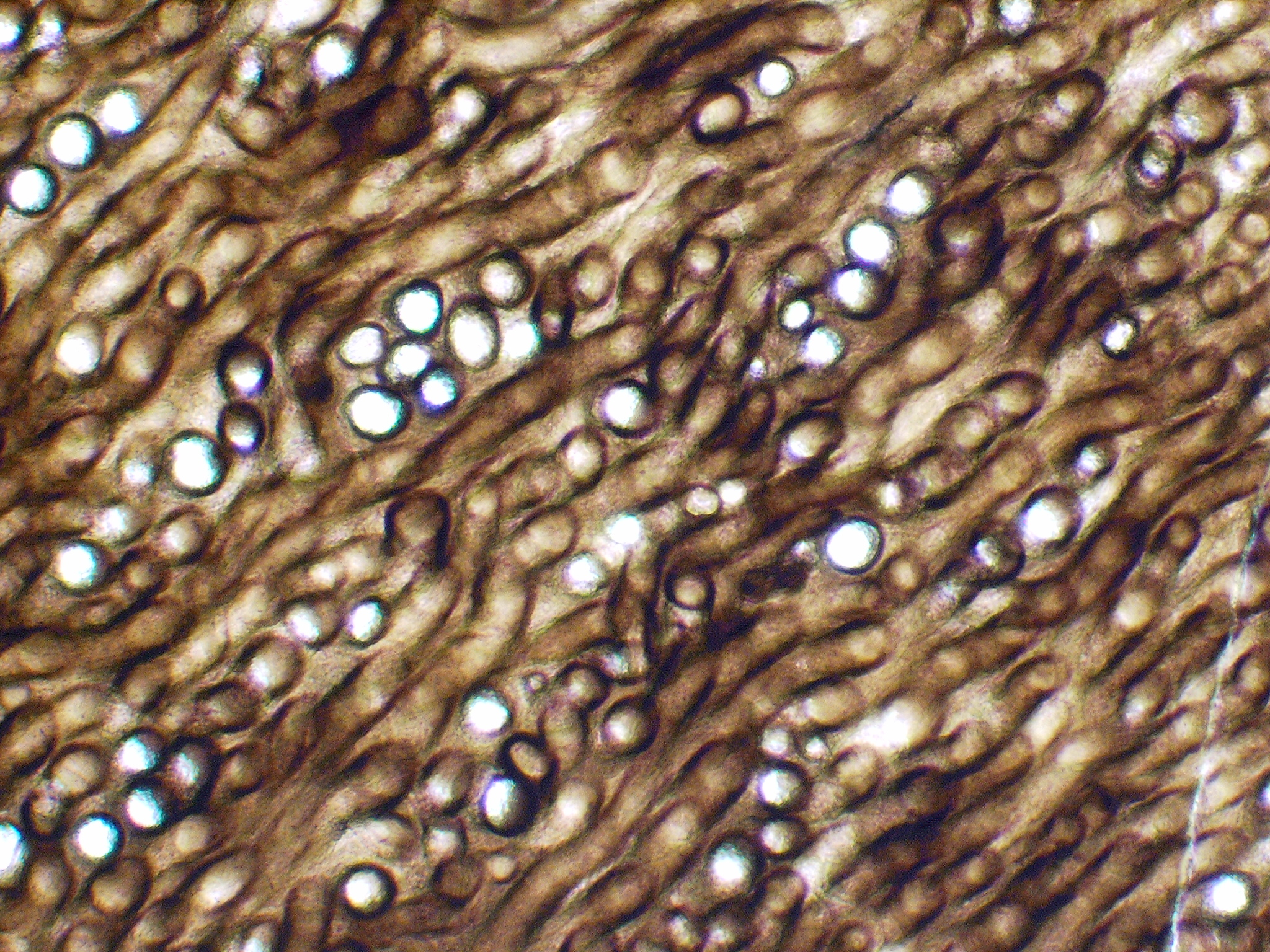
顕微鏡写真

1859年に化石を発見したカナダの古生物学者ジョン・ウィリアム・ドーソンは針葉樹の一種と考えたが、この時代の植物としては並外れた大きさに疑問を指摘する研究者も多く、藻類や地衣類とも考えられていた。菌類ではないかとの説は、1919年に初めて示されている。
2001年、アメリカ国立自然史博物館は20年に及ぶ研究を経て、プロトタキシーテスは菌類であるとした。これは形態学的な研究によるもので否定的あるいはごく懐疑的な意見もあったが、2007年のシカゴ大学などのチームによる分析では炭素同位体の組成が、化石のプロトタキシーテスと同時代の植物とでは大きく異なっていることがわかった。これはプロトタキシーテスが光合成による栄養でなく、周辺に存在する有機物の基質を分解利用する消費者であったことを示している。

## 下位分類
- P. loganii
- P. southworthii